# とうふちくわ
とうふちくわ（豆腐竹輪）とは、鳥取県東部で食されている郷土料理である。低カロリー、高タンパクなヘルシー食品としても注目を集めている。

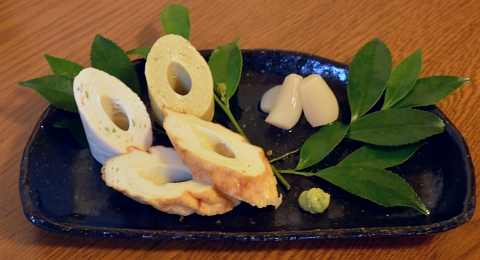
左上からネギ入り、カレー風味、らっきょう、左下は焼きとうふちくわ

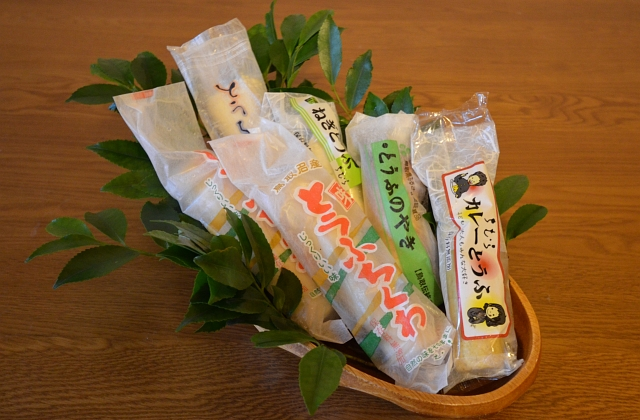
さまざまな商品

## 概要
木綿豆腐と魚肉のすり身を混ぜ合わせ、蒸し上げて作られたちくわである。
B-1グランプリには、2006年の第1回から連続出展している。
カレー味、レモン味、トマトとチーズ味といった味付け商品や、とうふちくわを利用したシュウマイといった加工食品も増えている。

## 歴史
1648年に鳥取藩主となった池田光仲が、魚の代わりに豆腐を食べるよう勧めたのがきっかけといわれる。
池田が藩主となった当時の鳥取藩では、漁港の整備が遅れており、収穫量の少ない魚は貴重な食材だった。その一方で、大豆は盛んに栽培されており、鳥取城の城下町である元魚町では多くの豆腐店があったと言われている。豆腐から作る新しい食品として考案されたのが、とうふちくわであったとされる。
鳥取市内のとうふちくわ製造業者には、江戸時代から続く業者もいる。